# Björn Nordqvist
Björn Nordqvist (6 de outubro de 1942) é um ex-futebolista sueco que atuava como zagueiro.

## Carreira
Nordqvist competiu na Copa do Mundo de 1970, sediada no México, na qual a seleção de seu país terminou na nona colocação dentre os 16 participantes.